# Draconarius calcariformis
Draconarius calcariformis là một loài nhện trong họ Amaurobiidae.
Loài này thuộc chi Draconarius. Draconarius calcariformis được Jia-Fu Wang miêu tả năm 1994.